# Роліт
Ролі́т (складова абревіатура від назви «Кооператив „Робітник літератури“») — житловий будинок письменників, споруджений 1934 р. в Києві на вулиці Леніна (нинішній вулиці Б. Хмельницького), 68. У різні часи тут мешкали близько 130 літераторів, а також деякі відомі діячі мистецтв. Роліт — абсолютний рекордсмен в Україні за кількістю меморіальних дошок на фасаді.

## Історія будівництва

### Перша черга
Заснувати власний житловий кооператив київські письменники вирішили за прикладом харківських колег, які 1928 р. спорудили будинок «Слово» (нинішня вул. Культури, 9). Місцем для Роліту було обрано колишній Святославський яр на розі сучасних вулиць Б. Хмельницького та М. Коцюбинського. Архітектурний проєкт у стилі модного тоді конструктивізму склав видатний зодчий і художник В. Г. Кричевський разом зі своїм помічником і учнем П. Ф. Костирком. Правда, з огляду на фінансову скруту їм не раз доводилося докорінно переробляти проєкт, погіршуючи початковий задум. Через нестачу коштів будівництво кілька разів спинялося. Щоби пришвидшити спорудження, письменники та члени їхніх родин нерідко допомагали будівельникам.
Перший корпус Роліту, який простягається уздовж вулиці М. Коцюбинського, почав заселятися в грудні 1934 року. Він налічує п'ять під'їздів із шістдесятьма квартирами. Більшість із них — дво- й трикімнатні. У п'ятому під'їзді розташовано шість чотирикімнатних помешкань, призначених для керівництва Спілки письменників. Роліт будувався як дороге елітне житло. У Києві 1930-х років окрема оселя на кілька кімнат, з персональним телефоном та всіма побутовими вигодами вважалася розкішшю. Виняток становлять кухні, які в усіх квартирах маленькі — кілька квадратних метрів. Але це відбиває дух часу: передбачалося, що мешканці харчуватимуться у спільній їдальні, а індивідуальна кухня буде потрібна хіба щоб скип'ятити чаю.

### Друга черга
Невдовзі з боку вул. Б. Хмельницького розпочалося будівництво нового корпусу Роліту. Проєкт склав київський архітектор М. В. Сдобнєв у класичному стилі. Друга черга істотно відрізнялася від першої: один під'їзд, сім поверхів і 14 розкішних квартир. Помешкання в правому крилі під'їзду — п'ятикімнатні (площа 120,9 м²), у лівому — чотирикімнатні (97,6 м²), із просторими робочими кабінетами (22—25 м²).
Навесні 1939 р. помпезна споруда прийняла своїх мешканців — провідних українських радянських письменників. Цікаво, що проєкт передбачав наявність у них прислуги: в кожній квартирі запроєктовано спеціальну кімнатку для проживання хатньої робітниці, а з кухні обладнано для неї чорний хід на подвір'я (без ліфта). Ті, хто залишився жити в першій черзі, відразу нарекли новий корпус «панським».
На додачу до всіх цих вигод дах нової споруди оснастили ще й мансардою — невід'ємною частиною тогочасного житла для еліти. У ній архітектор планував розмістити літературну кав'ярню. Проте вона так і не відкрилася. Тривалий час приміщення стояло порожнім. А вже по війні мансарду вподобали київські художники для своїх майстерень.

## Відомі мешканці
Борис Антоненко-Давидович (кв. 24, 53), Микола Бажан (кв. 31), Олексій Ватуля (кв. 39), Леонід Вишеславський (кв. 74), Остап Вишня (кв. 21), Сава Голованівський (кв. 55), Андрій Головко (кв. 71), Олесь Гончар (кв. 65), Давид Гофштейн (кв. 62), Наум Тихий (кв.31), Марія Донець-Тессейр (кв. 78), Любов Забашта (кв. 68), Оксана Іваненко (кв. 6), Іван Кочерга (кв. 4), Іцик Кіпніс (кв. 37), Євген Кравченко (кв. 28), Олександр Копиленко (кв. 72), Олександр Корнійчук (кв. 15), Іван Кулик (кв. 46), Олексій Кундзіч (кв. 9, 38), Аркадій Любченко (кв. 21), Борис Лятошинський (кв. 63), Андрій Малишко (кв. 68), Іван Микитенко (кв. 52), Петро Панч (кв. 58, 64), Леонід Первомайський (кв. 69), Олександр Підсуха (кв. 6), Натан Рибак (кв. 61), Максим Рильський (кв. 70), Микола Руденко (кв. 24), Іван Сенченко (кв. 16), Семен Скляренко (кв. 11, 24), Леонід Смілянський (кв. 29), Юрій Смолич (кв. 18), Вадим Собко (кв. 62), Володимир Сосюра (кв. 5, 34), Михайло Стельмах (кв. 70), Павло Тичина (кв. 38, 68), Зіновій Толкачов (кв. 40), Павло Усенко (кв. 67), Микола Шпак (кв. 15), Микита Шумило (кв. 66), Юрій Яновський (кв. 66), Пригара Марія Аркадіївна(кв. 53), Гарцман Матвій Давидович (кв. 32).
Див. також: Категорія:Мешканці Роліту

## Роль в історії літератури
Понад півсторіччя адресу Роліту сприймали як синонім української літератури. У його стінах були написані «Пісня про рушник» А. Малишка, роман «Собор» О. Гончара, український переклад «Витязя в тигровій шкурі» Ш. Руставелі, що його здійснив М. Бажан тощо. Письменники зустрічалися, ходили один до одного в гості, дружили родинами, читали один одному власні твори. У Роліт надходили листи, які писали улюбленим поетам та прозаїкам читачі зі словами подяки чи підтримки. Сюди приходили журналісти брати в письменників інтерв'ю, й літератори-початківці, прагнучи, щоб сивочолі метри благословили їхні перші кроки в красному письменстві. За багато років навколо будинку склалася особлива атмосфера, своєрідна літературна аура.
Наче велике дзеркало, Роліт відбив усі печалі й трагедії української літератури XX ст. Тут мешкали не тільки письменники, обласкані й нагороджені радянською владою, а й ті, за ким пильно стежив НКВС-КДБ. Будинок пережив три хвилі сталінських репресій. Звідси йшли у в'язниці, в концтабори, на смерть від чекістської кулі, на фронт і в евакуацію. Сюди приходили укази про нагородження орденами, а за ними — постанови ЦК про «ідейні помилки» в літературі.
Багато хто з мешканців Роліту переїхали в нього з іншого письменницького кооперативу — харківського будинку «Слово» після перенесення столиці УРСР з Харкова до Києва у 1934 р.
Див. також: Категорія:Мешканці будинку «Слово»
Роліт згадується в поетичних творах («Коли у червні почалась війна…» Л. Первомайського, «У Києві, де вгору гнеться вулиця…» С. Голованівського, «Наш добрий дім» В. Малишко), в мемуарах і щоденникових записах (Д. Гуменної, У. Самчука, А. Любченка, В. Чередниченко, О. Гончара, І. Кіпніса, Б. Рильського та інших). Дуже детально описане життя мешканців будинку та робота Спілки письменників України в повоєнні часи цькування українських письменників («жданівщини») в романі Марини Гримич «Клавка».

## Сучасний стан
Літературна історія будинку тривала рівно сім десятиліть. Останніми серед відомих літераторів — мешканців Роліту померли найстаріший український поет Л. Вишеславський (2002 р.) і письменник та правозахисник, Герой України М. Руденко (2004 р.). Справжнім ветераном Роліту до останнього часу залишався літературознавець і багаторічний головний редактор журналу «Всесвіт» Олег Микитенко (помер у 2020 році). Він єдиний, хто мешкав у будинку від першого дня (в'їхав сюди шестирічним хлопчиком). Переважна більшість нинішніх мешканців прямого стосунку до літератури не мають.
1970 р. Роліт оголошено пам'яткою історії. У будинку збереглися меморіальні кімнати І. Микитенка, О. Копиленка, О. Гончара, Л. Вишеславського, композитора Б. Лятошинського (у помешканні 66, коли там жив М.Шумило, зберігався меморіальний кабінет Ю.Яновського). У деяких помешканнях, де жили й працювали літературні класики, сьогодні розмістилися фірми й офіси. Актуальною лишається проблема збереження історико-архітектурного середовища Роліту.

## Додатково
- Серед кооператорів Роліту були Степан Васильченко, Олекса Влизько, Григорій Косинка, Євген Плужник, Борис Антоненко-Давидович. Але ролітівцями вони так і не стали: С. Васильченко помер 1932 р., а решту ув'язнили напередодні вселення. Лише останній з них замешкав у будинку після того, як повернувся із заслання.

- Художник З. Толкачов, проживши в Роліті понад сорок років, постійно малював своїх сусідів по будинку. Спочатку — для книги, що її мав видати «Держлітвидав», а потім — без жодного замовлення, за покликом душі. Загалом таких робіт налічується близько ста. Тож є підстави говорити про цілу портретну галерею Роліту.

- На фасаді Роліту встановлено 29 пам'ятних дощок — більше, ніж на будь-якому іншому будинку в Україні. Першу дошку відкрито 1958 р., останню — 2011 р.

## Галерея

### Світлини Роліту

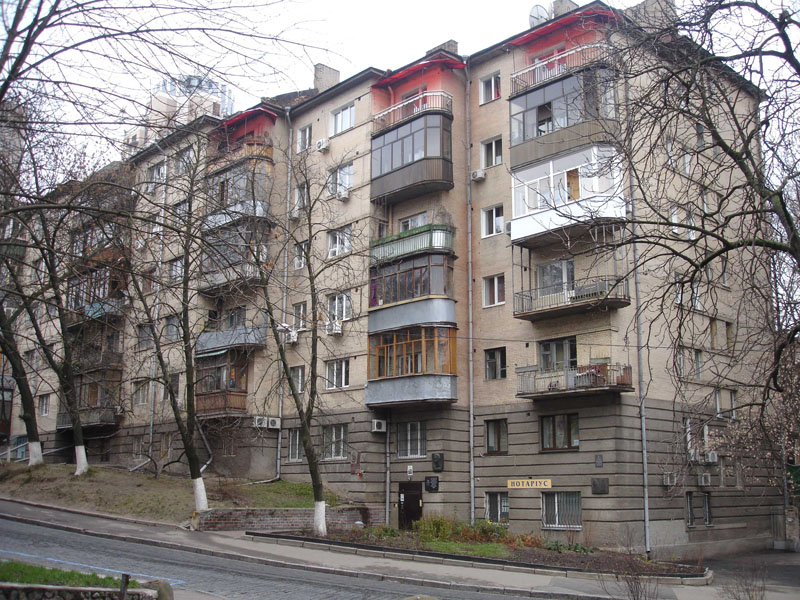
Перший корпус Роліту
Ролітівське подвір'яРолітівське подвір'я
«Панський» корпус з тильного боку«Панський» корпус з тильного боку
Інтер'єр під'їзду в «панському» корпусіІнтер'єр під'їзду в «панському» корпусі

### Меморіальні дошки на фасаді Роліту

Б. Антоненку-Давидовичу
Л. Вишеславському
С. Голованівському
А. Головкові
О. Гончару
Д. Гофштейну
М. Дубову
Л. Забашті
Л. Коваленкові
О. Копиленкові
І. Кочерзі
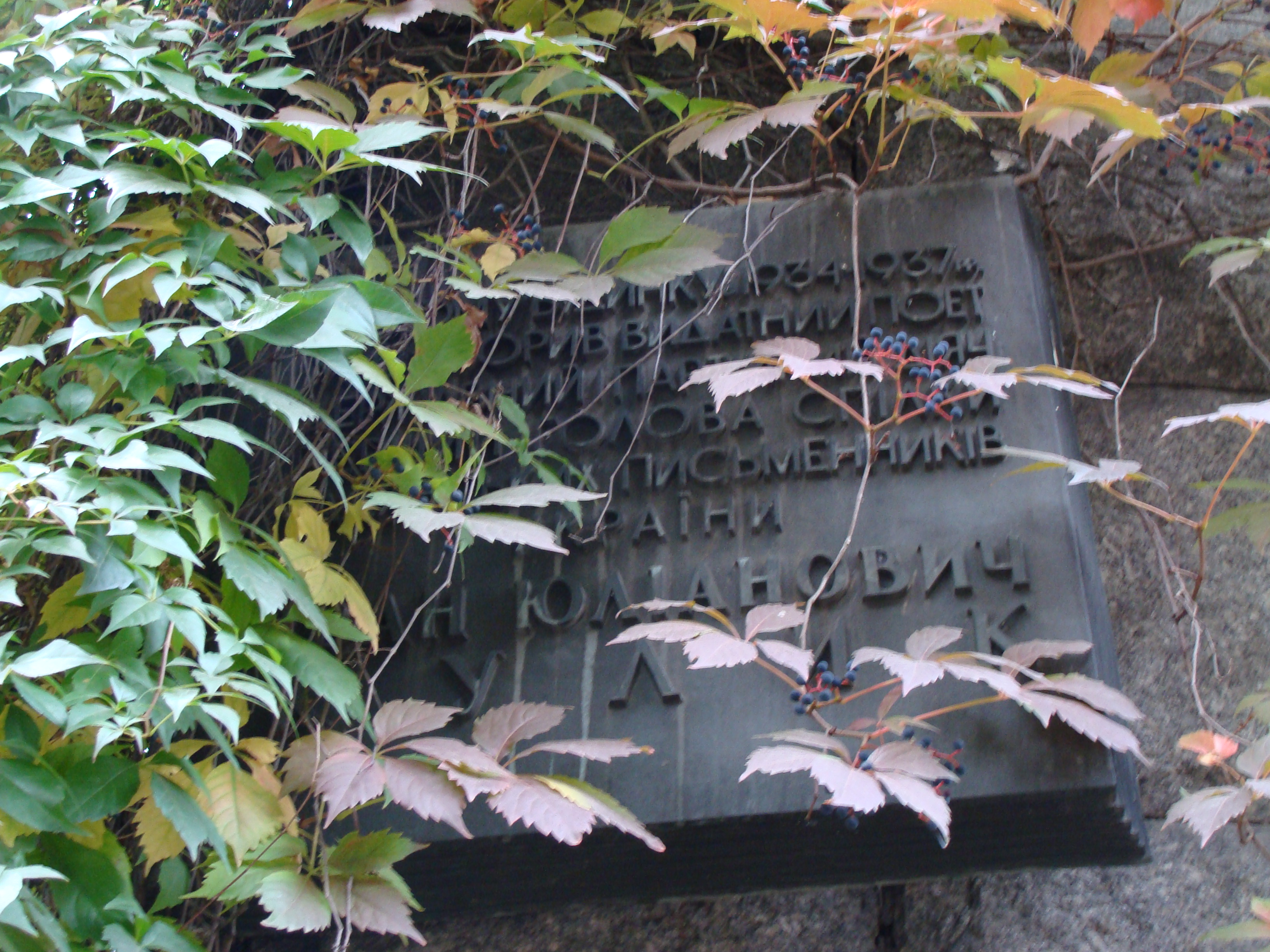
І. Куликові
О. Кундзічеві
Б. Лятошинському
А. Малишкові
І. Микитенкові
П. Панчеві
Л. Первомайському
М. Пригарі
Н. Рибакові
М. Рильському
М. Руденкові
В. Собкові
М. Стельмахові
П. Усенкові
М. Чабанівському
М. Шпакові
М. Шумилу
Ю. Яновському